# Aleksej Sjtjusev

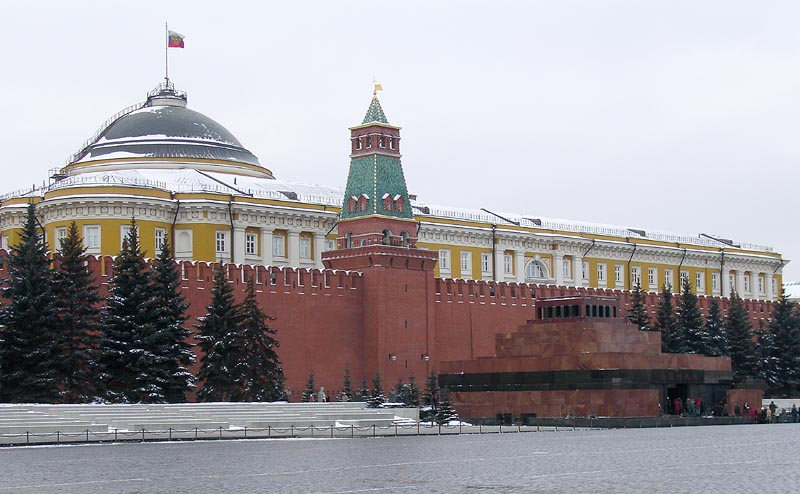
Leninmausoleet med Kreml i bakgrunden.

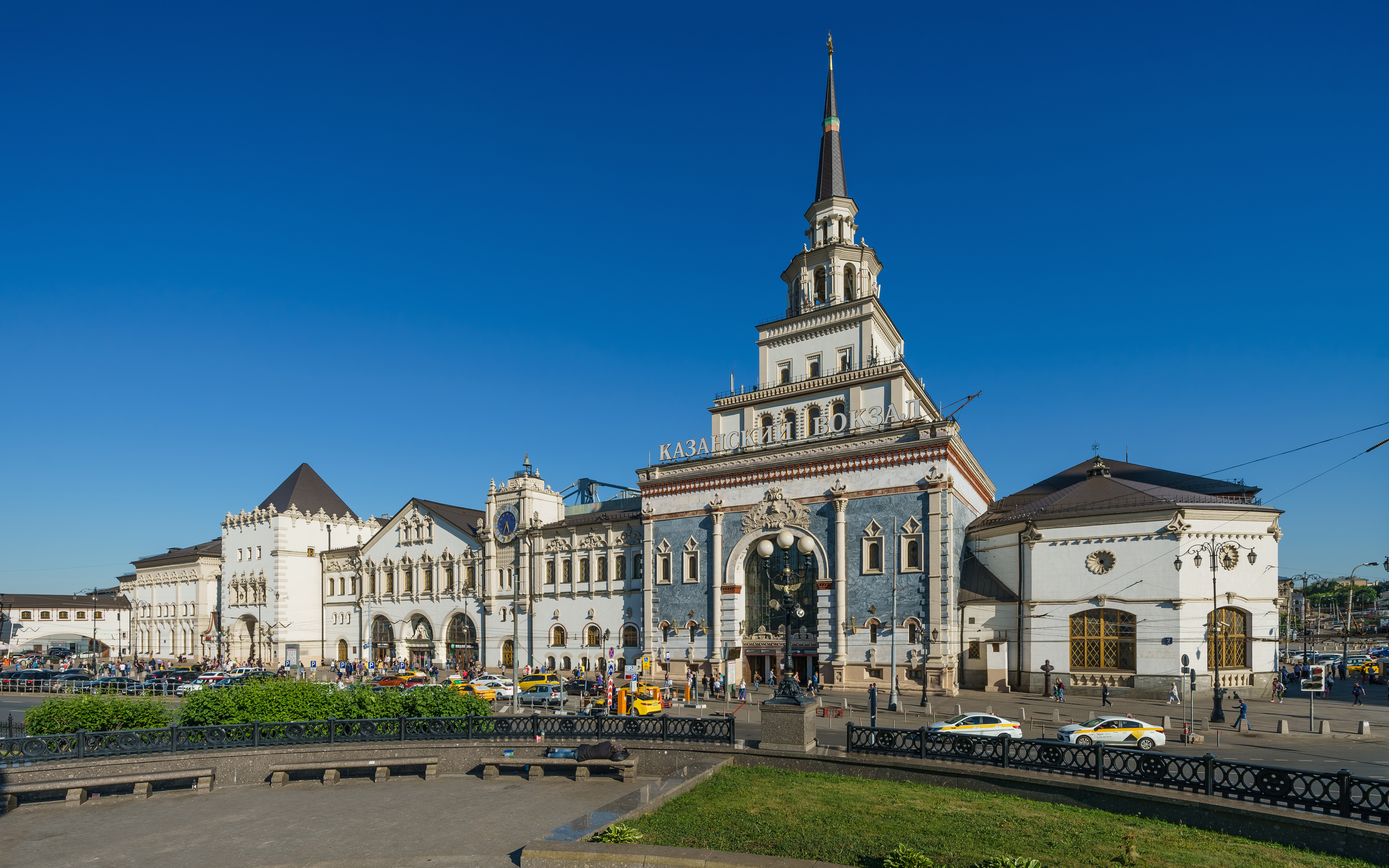
Kazanskijstationen.

Aleksej Viktorovitj Sjtjusev (ryska: Алексе́й Ви́кторович Щу́сев) född 26 september 1873 i Kisjinev, död 24 maj 1949 i Moskva, var en rysk arkitekt. Han har bland annat ritat Leninmausoleet (1924).
Sjtjusev studerade för Leon Benois och Ilja Repin vid Sankt Petersburgs konstakademi 1891-1897. Han utvecklade ett stort intresse för historisk rysk konst, och vann allmänt erkännande för sin restaurering av Vasilijkyrkan från 1100-talet i Ovrutj i Ukraina. Han arbetade sedan med moskovitisk 1400-talsarkitektur, bland annat Treenighetskatedralen i Potjajevskaja Lavra i Ukraina. Han anlitades av tsarfamiljen för att formge en katedral åt Marfo-Mariinskijklostret i Moskva, vilket resulterade i en byggnad i medeltida Novgorodstil.
1913 påbörjade Sjtjusev sitt största projekt, han deltog och vann arkitekttävlingen för att formge järnvägsstationen Kazanskij. Denna jugendbyggnad blandar mästerligt element från Kremltornen med traditionell tatararkitektur.
Efter en kort tids experiment med nyklassicism övergick Sjtjusev till konstruktivismen under 1920-talet. Vid Lenins död 1924 ombads han att formge ett mausoleum åt honom. Sjtjusev ritade Leninmausoleet i en stil som sammanförde konstruktivistiska element med inslag från historiska mausoleer, exempelvis Djosers trappstegspyramid och gravmonumentet i Pasargad.
Efter mausoleumskommissionen omhuldades Sjtjusev av de kommunistiska myndigheterna. Han utsågs till chef för Tretjakovgalleriet 1926, och utnämndes till chef för den grupp som utformade stora broar och lägenhetskomplex i Moskva. Bland de viktigare byggnader han formgav under 1930- och 1940-talen finns Hotell Moskva vid Manegetorget och NKVD:s huvudkontor vid Lubjankatorget.
Sjtjusev belönades med Stalinpriset 1941, 1946, 1948 och postumt 1952.